# Van Heflin
Van Heflin, właśc. Emmett Evan Heflin Jr. (ur. 13 grudnia 1910 w Walters, zm. 23 lipca 1971 w Los Angeles) – amerykański filmowy i teatralny, laureat Oscara dla najlepszego aktora drugoplanowego za rolę Jeffa Hartnetta w dreszczowcu kryminalnym noir Mervyna LeRoya Johnny Eager (1941).
8 lutego 1960 otrzymał dwie własne gwiazdy w Alei Gwiazd w Los Angeles znajdujące się przy 6311 Hollywood Boulevard (filmy kinowe) i 6125 Hollywood Blvd. (telewizja).

## Życiorys
Urodził się w Walters w stanie Oklahoma jako syn Fanny Bleecker (z domu Shippey) i doktora Emmetta Evana Heflina, dentysty. Jego rodzina była pochodzenia angielskiego, irlandzkiego, niemieckiego, holenderskiego i francuskiego.
Karierę jako aktor zaczął na Broadwayu w 1930. Pierwszym filmem, w którym wystąpił był Rebels Woman (1936). Wystąpił w 59 filmach, ostatnim był Port lotniczy (1970).
6 czerwca 1971 przeszedł zawał serca podczas pływania w basenie. Medycy zabrali go do szpitala i choć żył prawie siedem tygodni, nie odzyskał przytomności. Zmarł 23 lipca 1971 w szpitalu Cedars of Lebanon w Los Angeles w wieku 60 lat.

## Wybrana filmografia
- 1940: Szlak do Santa Fe jako Carl Rader
- 1941: Johnny Eager jako Jeff Hartnett
- 1946: Dziwna miłość Marthy Ivers jako Sam Masterson
- 1946: Burzliwe życie Kerna jako James l. Hessler
- 1947: Opętana jako David Sutton
- 1947: Ulica zielonego delfina jako Timothy Haslam
- 1948: Trzej muszkieterowie jako Robert Atos
- 1948: Akt przemocy jako Frank R. Enley
- 1953: Jeździec znikąd jako Joe Starett
- 1957: 15:10 do Yumy jako Dan Evans
- 1958: Rewolwerowiec jako Lee Hackett
- 1959: W drodze do Cordury jako sierżant John Chawk
- 1965: Opowieść wszech czasów jako Bar Amand
- 1966: Ringo Kid jako Curley
- 1970: Port lotniczy jako D. O. Guerrerro

## Nagrody
| Rok  | Nagroda                   | Kategoria                                                       | Film                       | Rezultat  |
| ---- | ------------------------- | --------------------------------------------------------------- | -------------------------- | --------- |
| 1943 | Nagroda Akademii Filmowej | Najlepszy aktor drugoplanowy                                    | Johnny Eager (1941)        | Wygrana   |
| 1954 | Nagroda BAFTA             | Najlepszy aktor zagraniczny                                     | Jeździec znikąd (1953)     | Nominacja |
| 1968 | Nagroda Emmy              | Znakomity pojedynczy występ aktora pierwszoplanowego w dramacie | A Case of Libel (TV, 1968) | Nominacja |